# ياكوب شترايتله
ياكوب شترايتله (بالألمانية: Jakob Streitle)‏ (مواليد 11 ديسمبر 1916) هو لاعب كرة قدم. يلعب مع منتخب ألمانيا لكرة القدم. سبق له أن لعب في كأس العالم لكرة القدم مع منتخب بلاده.

## روابط خارجية
- ياكوب شترايتله على موقع الاتحاد الدولي (مؤرشف)  (الإنجليزية)
- ياكوب شترايتله على موقع قاعدة بيانات كرة القدم.إي يو (الإنجليزية)
- ياكوب شترايتله على موقع بيانات كرة القدم. دي إي (الألمانية)
- ياكوب شترايتله على موقع ناشيونال فوتبول تيمز (الإنجليزية)
- ياكوب شترايتله على موقع Soccerway.com (الإنجليزية)
- ياكوب شترايتله على موقع عالم كرة القدم.نت (الإنجليزية)